# Batalla de Puerto del Carnero
La Batalla de Puerto del Carnero fue una acción militar de la Guerra de Independencia de México, efectuada el 20 de enero de 1811, Puerto del Carnero, Coahuila. Los insurgentes comandados por el general Mariano Jiménez fueron lograron derrotar a las fuerzas realistas del teniente coronel  José Manuel de Ochoa. Las fuerzas insurgentes lograron tomar como prisionero al final del combate al comandante español Ochoa. La batalla surge tres días después de la batalla de Puente de Calderón, cuando Ochoa con sus tropas presentó sus fuerzas en Puerto del Carnero; sin embargo las acciones militares de Jiménez obligaron a emprender la fuga a las fuerzas realistas quedando el campo para las tropas insurgentes. 